# Aleurocanthus gateri
Aleurocanthus gateri là một loài côn trùng cánh nửa trong họ Aleyrodidae, phân họ Aleyrodinae.
Aleurocanthus gateri được Corbett miêu tả khoa học đầu tiên năm 1927.